# Адаптивная физическая культура
Адаптивная физическая культура (сокр. АФК)  — это комплекс мер спортивно-оздоровительного характера, направленных на реабилитацию и адаптацию к нормальной социальной среде инвалидов, преодоление психологических барьеров, препятствующих ощущению полноценной жизни, а также сознанию необходимости своего личного вклада в социальное развитие общества.

## Общие сведения
Адаптивная — это название подчеркивает предназначение средств физической культуры для лиц с отклонениями в состоянии здоровья. Это предполагает, что физическая культура во всех её проявлениях должна стимулировать позитивные морфофункциональные сдвиги в организме, формируя тем самым необходимые двигательные координации, физические качества и способности, направленные на жизнеобеспечение, развитие и совершенствование организма.
Магистральным направлением адаптивной физической культуры является формирование двигательной активности, как биологического и социального факторов воздействия на организм и личность человека. Познание сущности этого явления — методологический фундамент адаптивной физической культуры. Впервые в Санкт-Петербургской Академии физической культуры им. П. Ф. Лесгафта открылся факультет адаптивной физической культуры, задачей которого является подготовка высококвалифицированных специалистов для работы в сфере физической культуры инвалидов, затем кафедра адаптивной физической культуры была создана в Московском городском педагогическом университете на факультете Педагогический институт физической культуры.

## Предпосылки создания
Закон РФ «Об образовании» (1996) выдвинул на первый план проблему внедрения в практику работы образовательных учреждений комплекса мер, направленных на своевременное обеспечение каждому ребенку адекватных возрасту условий для развития и формирования полноценной личности, включая физкультурное воспитание. Решение этой проблемы приобретает особую социальную и педагогическую значимость в работе с детьми, имеющими нарушения в развитии.
Методика адаптивной физической культуры имеет существенные отличия, обусловленные аномальным развитием физической и психической сферы ребенка. Именно эти базовые положения, касающиеся медико-физиологических и психологических особенностей детей разных нозологических групп, типичных и специфических нарушений двигательной сферы, специально-методические принципы работы с данной категорией детей, коррекционная направленность педагогического процесса определяют концептуальные подходы к построению и содержанию частных методик адаптивной физической культуры.
В 1997 году был утвержден госстандарт высшего профессионального образования по специальности "адаптивная физическая культура". Проект госстандарта был разработан на кафедре теории и методики АФК СПБГУ физической культуры им. П.Ф. Лесгафта.

## Подготовка кадров
Обучение специалистов по адаптивной физической культуре ведётся на основе Государственного образовательного стандарта второго поколения (2000 г.) по специальности 032102 – «Физическая культура для лиц с отклонениями в состоянии здоровья (адаптивная физическая культура)».
Специалист по адаптивной физической культуре имеет право работать с лицами, имеющими отклонения в состоянии здоровья, а также со всеми категориями лиц, имеющими нарушения в развитии и осуществлять спортивно-педагогическую; рекреационно-досуговую и оздоровительно-реабилитационную; коррекционную, научно-методическую организационно-управленческую виды профессиональной деятельности.
В настоящее время одним из ведущих ВУЗов, осуществляющих подготовку специалистов по этой специальности, является Сибирский государственный университет физической культуры и спорта. Подготовка студентов ведётся на кафедре адаптивной физической культуры начиная с 1999 года.
В рамках работы по совершенствованию нормативно-правового и кадрового обеспечения деятельности в области физического воспитания детей-инвалидов Минобрнауки России в ноябре 2009 года утверждены федеральные государственные образовательные стандарты среднего и высшего профессионального образования по специальностям: 050142 «Адаптивная физическая культура», 034400 «Физическая культура для лиц с отклонениями в состоянии здоровья» (Адаптивная физическая культура) (квалификация (степень) «бакалавр», «магистр»).

## Задачи
У человека с отклонениями в физическом или психическом здоровье адаптивная физкультура формирует:
- осознанное отношение к своим силам в сравнении с силами среднестатистического здорового человека;
- способность к преодолению не только физических, но и психологических барьеров, препятствующих полноценной жизни;
- компенсаторные навыки, то есть позволяет использовать функции разных систем и органов вместо отсутствующих или нарушенных;
- способность к преодолению необходимых для полноценного функционирования в обществе физических нагрузок;
- потребность быть здоровым, насколько это возможно, и вести здоровый образ жизни;
- осознание необходимости своего личного вклада в жизнь общества;
- желание улучшать свои личностные качества;
- стремление к повышению умственной и физической работоспособности.